# روسوش
شهر روسوش (به روسی: Россошь) در غرب کشور روسیه و در استان اوبلاست وورونژ واقع شده‌ است.